# 作新学院 (小惑星)
作新学院（16650 Sakushingakuin, さくしんがくいん）は、小惑星帯にある小惑星。直径は推定約10kmキロで、太陽の周囲を約3.50年かけて一周している。

## 発見
円舘金と渡辺和郎が1993年10月11日に北見市で発見。小惑星番号16650として登録されていた。

## 名称
2015年に学校法人作新学院が創立130周年の記念事業として天体への命名を宇宙航空研究開発機構（JAXA）などを介して依頼していた。
なお、小惑星センターの発表では、由来となった学校の名前が誤って Sakushi Gakuin と表記されている。